# 西一
西 一（にし はじめ、1949年 - ）は、京都府京都市出身の日本の市民ランナー。100歳になる前の2048年末までに、世界250ヵ国で1,000回のマラソン完走を目指すという目標を掲げて活動している。西は2009年12月までに566回マラソンに参加し、毎年数十回のマラソン完走を続けている。1999年には、ギネス・ワールド・レコーズに7大陸マラソン最速走破者として認定された。この記録は、1997年に168日で成し遂げたものである。3年後の2000年には、外国人としては初めて、アメリカ合衆国の全州でマラソンを完走した人物となった。
マラソンの自己最高記録は、1994年にカリフォルニア州モーガンヒルのマラソンで出した3時間45分である。西は、完走制限時間いっぱいを使って、沿道の観衆と話をしたり、周辺の写真に撮って大会の様子を記録しながら、制限時間内ぎりぎりの最下位で完走するのを常としている。西は2003年に最初の著作を発表し、その時点までに走った54ヵ国、255のマラソンを紹介、評価した。西は自身を「エコマラソナー」と称し、平和、諸民族の相互理解、自然と調和した生活を目指して活動している。
西は、桑沢デザイン研究所出身で、西武百貨店勤務の後、京都建築専門学校で建築を学び、ブラジルへの移民を経験した。1981年に帰国して輸入ビデオソフト通信販売業を起業し、14年間経営にあたる。1987年に妻を癌で亡くした後、ひとりで3人の子どもたちを育て上げた。
西がランニングを始めたのは1990年で、4年後には最初のマラソンとしてホノルルマラソンを走った。世界各地のマラソンに参加するため、西は頻繁に旅を続けているが、活動へのスポンサーは求めず、費用は自己負担している。
2009年、西はNPO法人エコマラソン・インターナショナルを設立し、理事長に就任した。同法人は2011年4月3日に、印旛沼周辺で第1回エコインバ（エコマラソン印旛）を主催した。西は2008年から千葉県印旛村（2010年以降の印西市）に住んでいる。

## 著書
- 西一『エコマラソン―地球を感じ風になる』評言社、2004年、245頁。ISBN 978-4828202952。